# Dietmar Kühbauer
Dietmar Kühbauer (Heiligenkreuz, 4 aprile 1971) è un allenatore di calcio ed ex calciatore austriaco, di ruolo centrocampista, tecnico del Wolfsberger.

## Biografia
Dietmar Kühbauer è padre di due figli. Le sue squadre preferite sono Mattersburg e Rapid Vienna.
Il 16 febbraio 1997 la moglie Michaela subì un incidente automobilistico di ritorno dall'aeroporto, ed entrò in coma dal quale non si riprese mai, morendo sei mesi dopo.

## Carriera

### Giocatore

#### Admira/Wacker
Kühbauer esordì in 1. Division a 16 anni, nel 1987, con l'Admira/Wacker, che lo prelevò dalle giovanili del Mattersburg. Con questa squadra nella stagione 1988-1989 fu vicecampione d'Austria, finalista di ÖFB-Cup e vincitore della ÖFB-Supercup ai tiri di rigore contro lo Swarovski Tirol.
Dopo cinque stagioni, nell'estate del 1992 fu acquistato dal Rapid Vienna in concomitanza con la sua prima convocazione in Nazionale.

#### Rapid Vienna
Nella capitale, Didi rimase per cinque anni, i più ricchi di successi della sua carriera. Nella sua prima stagione giocò 33 partite, segnando 3 reti e aiutando i bianco-verdi a raggiungere il 4º posto finale, ma soprattutto la finale di coppa d'Austria. Leggermente migliore fu la stagione 1993-1994, sebbene il Rapid fosse scivolato al 5º posto, Kühbauer segnò comunque 6 reti in 31 presenze.
Nel 1994-1995 migliorò ulteriormente il suo bottino di marcature, 7 in 27 partite di Bundesliga, ma soprattutto conquistò la ÖFB-Cup mettendo a referto un gol in 4 partite. Fu il suo primo trofeo col Rapid e il secondo in assoluto. Questa vittoria permise agli Hütteldorfer di disputare la Coppa delle Coppe nel 1995-1996, raggiungendo la finale anche grazie alle prestazioni del regista della Bassa Austria (1 gol in 5 partite).
La stagione 1995-1996, apertasi con la sconfitta in supercoppa d'Austria, fu anche quella del successo in Bundesliga, un traguardo che il club non tagliava dal 1988: Kühbauer fu tra i protagonisti del 30º titolo austriaco del Rapid, con 26 presenze e 6 reti, tanto che a fine stagione si guadagnò il premio di calciatore austriaco dell'anno assegnato dal quotidiano Kronen Zeitung. Nel 1996-1997 giocò 31 partite in campionato, segnando 11 reti e fu in campo in tutte le 8 partite di Champions League, segnando anche un gol. Conclusa la stagione al 2º posto in campionato, nell'estate del 1997, anche a causa della tragedia famigliare che l'aveva colpito, si trasferì in Spagna per vestire la maglia della Real Sociedad.

#### Real Sociedad
La parentesi spagnola durò tre anni, dal 1997 al 2000. Esordì contro il Barcellona il 31 agosto 1997, e segnò complessivamente 2 reti in 56 presenze.

#### Wolfsburg
Nell'estate del 2000 passò al Wolfsburg, in Germania. Qui, grazie alle sue doti di esperienza e personalità, divenne in breve tempo capitano della squadra, anche se poi nel corso della sua seconda stagione fu relegato ai margini della rosa. Nel 2002 fece quindi ritorno in Austria.

#### Mattersburg
Kühbauer chiuse la carriera nel club che lo aveva lanciato in gioventù, il Mattersburg. Coi bianco-verdi giocò un'ottima stagione 2002-2003, che si concluse con la prima promozione in Bundesliga della storia del club. Dopo una stagione di assestamento, nel 2005-2006 raggiunse la finale di ÖFB-Cup che, persa contro l'Austria Vienna campione nazionale, si concluse con la qualificazione alla Coppa UEFA del Mattersburg.
Nella stagione 2006-2007, ancora una volta il club raggiunse la finale di coppa, perdendola ancora contro i Violette. Al termine della stagione 2007-2008, conclusasi con un'altra salvezza, Kühbauer annunciò il ritiro dal calcio giocato.

#### Nazionale
Con la maglia della sua Nazionale, Didi ha giocato dal 1992 al 2005 un totale di 53 partite, con 5 reti a referto. Ha fatto parte della spedizione ai Mondiali del 1998.

### Allenatore
La carriera di allenatore dell'ex-centrocampista iniziò subito dopo il ritiro, nelle giovanili dell'Admira Wacker Mödling. Qui allenò la squadra Amateure fino al 2010, quando subentrò a Walter Schachner esonerato a poche giornate dalla fine della Erste Liga 2009-2010, con la squadra al 2º posto.
Visti i buoni risultati ottenuti in questo breve periodo di tempo, la società ha confermato a Kühbauer l'incarico per la stagione 2010-2011. Didi ha guidato il club alla promozione in Bundesliga, con la vittoria del campionato e, nella stagione 2011-2012, al 4º posto finale, valso la qualificazione all'Europa League. Nel 2012-2013 l'Admira si salva dalla retrocessione all'ultima giornata, con una vittoria a Mattersburg (1-0) che fa retrocedere l'ex-squadra di Kühbauer. Pochi giorni dopo, il 12 giugno, la società e l'allenatore rescindono di comune accordo il contratto.
Il 2 settembre 2013 viene chiamato a sostituire Slobodan Grubor sulla panchina del Wolfbserger, in Bundesliga.

## Palmarès

### Giocatore

#### Club
- Supercoppa d'Austria: 1

Admira/Wacker: 1989
- Coppa d'Austria: 1

Rapid Vienna: 1994-1995
- Campionato austriaco: 1

Rapid Vienna: 1995-1996
- Campionato di Erste Liga: 1

Mattersburg: 2003-2004

#### Individuale
- Inserito nella squadra dell'anno: 5

1992-1993, 1993-1994, 1994-1995, 1995-1996, 1996-1997
- Miglior regista del campionato: 1

1994-1995
- Miglior centrocampista del campionato: 2

1994-1995, 1996-1997
- Calciatore austriaco dell'anno di Kronen Zeitung: 6

1996, 1997, 1998, 2002, 2003, 2004

### Allenatore
- Campionato di Erste Liga: 1

Admira Wacker Mödling: 2010-2011
- Coppa d'Austria: 1

Wolfsberger: 2024-2025